# أصول غير ملموسة

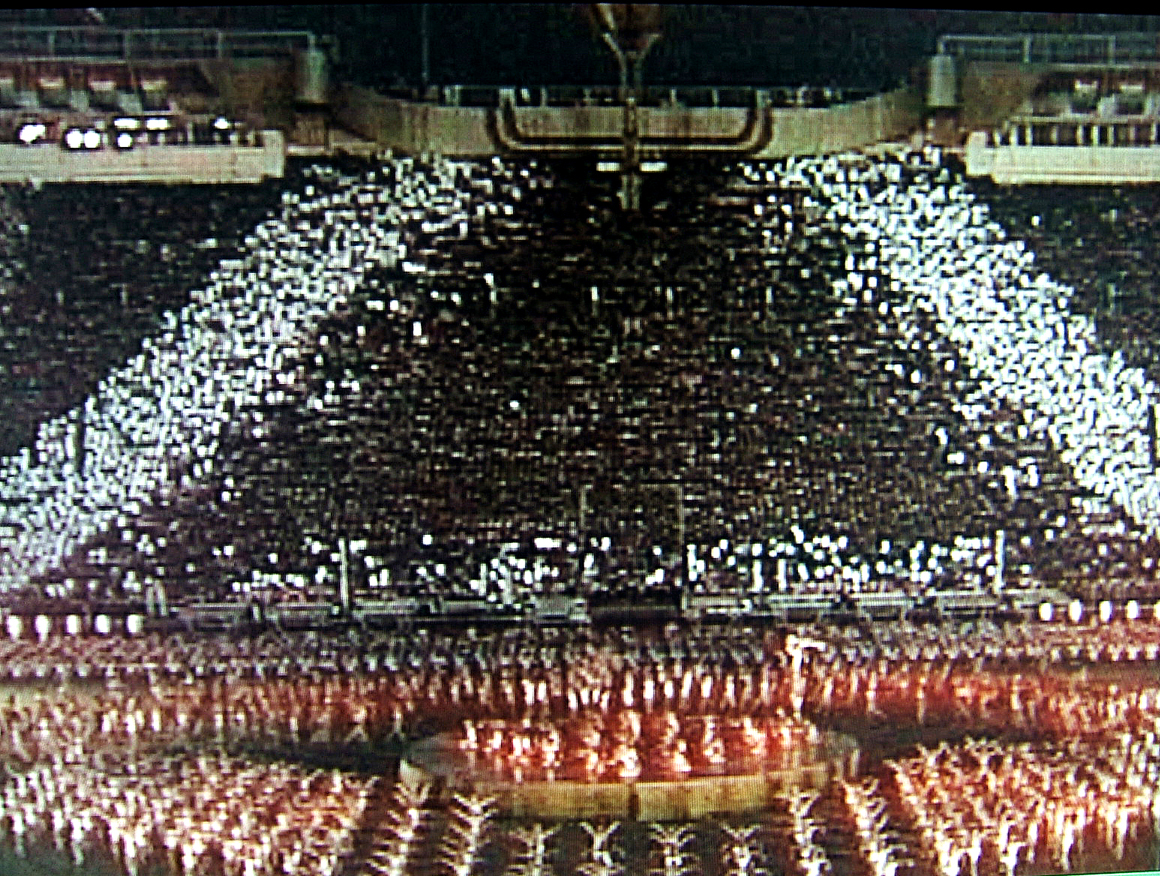

يقال إن الأصول غير الملموسة هي أحد العوامل المساهمة في تحديد التفاوت بين قيمة الشركة حسب السجلات المحاسبية الخاصة بها وقيمة الشركة حسب قيمتها السوقية. ومع أخذ ذلك الجدال في الاعتبار، من الضروري أن نفهم الماهية الحقيقية للأصول غير الملموسة من وجهة نظر المحاسب. وقد تم عمل مجموعة من المحاولات لتعريف الأصول غير الملموسة:
- قبل عام 2005، أصدر مجلس المعايير المحاسبية الأسترالي بيان المفاهيم المحاسبية رقم 4 (SAC 4).[2] ولم يوفر هذا البيان تعريفًا رسميًا للأصل غير الملموس، إلا أنه نص على أن الوجودية أو الملموسية لم تكن سمة ضرورية للأصل.
- يعرف المعيار 38 من مجلس المعايير المحاسبية الدولي (IAS 38)[3] الأصل غير الملموس على أنه: «أصل غير مالي يمكن تعريفه وليس له جوهر مادي.» ويأتي هذا التعريف كإضافة للتعريف القياسي للأصل والذي يتطلب حدثًا وقع في الماضي وأدى إلى ظهور مورد يتحكم فيه الكيان ويتوقع أن تتدفق منه الامتيازات الاقتصادية المستقبلية. وبالتالي، فإن المتطلبات الإضافية للأصل غير الملموس بموجب مجلس المعايير المحاسبية الدولي 38 هو إمكانية التعريف. ويتطلب هذا المعيار أن يكون الأصل غير الملموس منفصلاً عن الكيان أو أن ينشأ عن حق تعاقدي أو قانوني.
- يعرف التدوين القياسي المحاسبي 350 لـ مجلس المعايير المحاسبية الدولي (ASC 350) الأصل غير الملموس على أنه أصل، بخلاف الأصل المالي، يفتقد إلى الجوهر المادي.

وبالتالي، يمكن أن يبدو الافتقاد إلى الجوهر المادي على أنه سمة مميزة للأصل غير الملموس. ويستبعد تعريف مجلس معايير المحاسبة الدولية (IASB) ومجلس المعايير المحاسبية الدولي (FASB) بشكل خاص الأصول المالية عند تعريف الأصل غير الملموس. وهذا الأمر ضروري من أجل تجنب تصنيف بنود مثل الحسابات المدينة والمشتقات والأموال المتاحة في البنك على أنها أصول غير ملموسة. ويحتوي معيار مجلس المعايير المحاسبية الدولي 38 على أمثلة للأصول غير الملموسة، تشتمل على: برمجيات الحاسوب وحقوق الطبع والنشر وبراءات الاختراع.

## الأصل غير الملموس مقابل حسن السمعة
في حين أن الشهرة من الناحية الفنية أصل غير ملموس، إلا أنها تُسَرَّد كعنصر منفصل في الميزانية العمومية للشركة. وكنوع مميز من أنواع الأصول غير الملموسة، فإن الشهرة يمكن أن تأتي على سبيل المثال من خلال الاستحواذ، حيث تمثل مقدار الأموال التي قامت الشركة بدفعها أو يمكن أن تدفعها عبر القيمة العادلة لصافي الأصول من أجل الاستحواذ على شركة أخرى.

## الأبحاث والتطوير
يتطلب معيار مجلس المعايير المحاسبية الدولي 38 أن يُصَنَّف أي مشروع يؤدي إلى إنشاء مورد للكيان في مرحلتين: مرحلة أبحاث، ومرحلة تطوير.
تُعَرَّف الأبحاث على أنها "البحث الأصلي والمخطط له والذي يُنَفَّذ بهدف الحصول على المعرفة والإدراكات العلمية أو الفنية الجديدة. على سبيل المثال، يمكن أن تقوم شركة شوشونج ليميتد بتنفيذ بحث على أحد منتجاتها الذي ستستخدمه الشركة في الكيان من أجل تحقيق دخل اقتصادي في المستقبل
ويُعَرَّف التطوير على أنه «تطبيق نتائج الأبحاث على خطة أو تصميم من أجل إنتاج مواد أو أجهزة أو منتجات أو عمليات أو أنظمة أو خدمات جديدة أو محسنة بشكل كبير، قبل بدء الإنتاج أو الاستخدام التجاري.»
ويعتمد التعامل المحاسبي مع مثل هذه النفقات على ما إذا كانت مصنفة على أنها أبحاث أم تطوير. وعندما لا يمكن الوصول إلى فارق مميز، يتطلب معيار مجلس المعايير المحاسبية الدولي 38 أن يتم التعامل مع المشروع برمته على أنه بحث وأن تُوَفَّر له النفقات من خلال بيان الدخل الشامل.
وحيث إن نفقات الأبحاث لا تكون متوقعة بشكل كبير، لا يوجد يقين حيال تدفق الامتيازات الاقتصادية في المستقبل إلى الكيان. وبالتالي، فإن الحكمة تملي أن تُمَوَّل نفقات الأبحاث من خلال بيان الدخل الشامل. ومع ذلك، فإنه يمكن توقع نفقات التطوير بشكل أفضل، وبالتالي يكون بالإمكان توقع الامتيازات الاقتصادية المستقبلية التي ستتدفق على الكيان. ويملي المفهوم المطابق أن تتم رسملة نفقات التطوير نظرًا لأن النفقات ستؤدي إلى الحصول على امتيازات اقتصادية في المستقبل للكيان.
ويمكن أن يكون تصنيف نفقات الأبحاث والتطوير أمرًا غير موضوعي بشكل كبير، ومن الضروري ذكر أن المنظمات يمكن أن يكون لديها دافع خفي في تصنيفها لنفقات الأبحاث والتطوير. ويمكن أن يتلاعب المديرون الأقل دقة بالبيانات المالية من خلال تصنيفهم لنفقات الأبحاث والتطوير.

## المحاسبة المالية

### المعايير العامة
يوفر مجلس معايير المحاسبة الدولية (IASB) بعض الإرشادات (IAS 38) فيما يتعلق بكيفية تسجيل الأصول غير الملموسة في البيانات المالية. وبصفة عامة، لا يُعْتَرَف بالأصول غير الملموسة القانونية التي تُطَوَّر بشكل داخلي في حين أنه يُعْتَرَف بالأصول غير الملموسة القانونية التي تُشْتَرَى من الأطراف الأخرى. وتشبه الصيغ المستخدمة معيار مجلس المعايير المحاسبية الدولي 9.
بموجب المعايير المقبولة محاسبيًا بصفة عامة في الولايات المتحدة، تُقَسَّم الأصول غير الملموسة إلى: أصول ملموسة اُشْتُرِيَت مقابل أصول ملموسة تم عملها داخليًا، وأصول ملموسة ذات عمر محدود مقابل أصول ملموسة ذات عمر غير محدد.

### تخصيص النفقات
تُمَوَّل الأصول غير الملموسة بصفة عامة حسب توقعات العمر ذات الصلة بها. وتكون للأصول غير الملموسة عمر استخدام مفيد يمكن تحديده أو غير محدد. ويتم إهلاك الأصول غير الملموسة ذات عمر الاستخدام المفيد المحدد على أساس مباشر وثابت عبر العمر الاقتصادي أو القانوني لها، أيهما أقصر. وتشتمل أمثلة الأصول غير الملموسة ذات أعمار الاستخدام المفيدة المحددة على حقوق الطبع والنشر وبراءات الاختراع. ويُعَادُ تقييم الأصول غير الملموسة ذات أعمار الاستخدام المفيدة المحددة كل عام، فقد تنخفض قيمتها. وفي حالة حدوث انخفاض في قيمتها، يجب الإقرار بحدوث خسارة. وتُحَدَّد الخسارة بسبب انخفاض القيمة من خلال طرح القيمة العادلة للأصل من القيمة الدفترية للأصل. وتعد العلامات التجارية والشهرة من أمثل الأصول غير الملموسة التي تكون لها أعمار استخدام مفيدة غير محددة. يجب اختبار الشهرة، وليس إهلاكها، فيما يتعلق بانخفاض القيمة. وفي حالة انخفاض القيمة، تقل الشهرة، ويتم الإقرار بحدوث خسارة في بيان الدخل.

## الضرائب
لأغراض ضرائب الدخل الشخصية، يجب أن تتم رسملة بعض التكاليف المتعلقة بالأصول غير الملموسة بدلاً من التعامل معها على أنها نفقات قابلة للخصم. وغالبًا ما تتطلب لوائح الخزانة رسملة التكاليف المقترنة بالاستحواذ على الأصول غير الملموسة أو عملها أو تحسينها. على سبيل المثال، يجب أن تتم رسملة أي مبلغ يتم دفعه للحصول على علامة تجارية. كما يتم كذلك رسملة مبالغ معينة يتم دفعها من أجل تسهيل هذه المعاملات. ويتم تصنيف بعض أنواع الأصول غير الملموسة اعتمادًا على ما إذا تم الاستحواذ على الأصل من طرف آخر أم تم عمل الأصل من خلال دافع الضرائب. وتحتوي اللوائح على العديد من البنود التي تهدف إلى تسهيل كيفية تحديد متى تتم الرسملة.
يختلف تعريف «الأصول غير الملموسة» عن المحاسبة القياسية، في بعض حكومات الولايات في الولايات المتحدة. ويمكن أن تشير هذه الحكومات إلى الأسهم والسندات على أنها «أصول غير ملموسة.»